# Ben Kingsley
Ben Kingsley, ursprungligen Krishna Pandit Bhanji, född 31 december 1943 i Snainton nära Scarborough, North Yorkshire, är en brittisk skådespelare av indisk och rysk-judisk härkomst.
Kingsley fick sitt stora genombrott i titelrollen i filmen Gandhi 1982, för vilken han belönades med en Oscar som bäste skådespelare.

## Filmografi i urval
| År        | Titel                                           | Info           |
| --------- | ----------------------------------------------- | -------------- |
| 1966–1967 | Coronation Street                               | TV-serie       |
| 1972      | Fruktan är mitt vapen                           |                |
| 1973      | Hard Labour                                     |                |
| 1974      | Antony and Cleopatra                            |                |
| 1982      | Gandhi                                          |                |
| 1983      | Betrayal                                        |                |
| 1985      | Harem                                           |                |
| 1986      | Turtle Diary                                    |                |
| 1987      | Maurice                                         |                |
| 1988      | Pascali's Island                                |                |
| 1988      | Ombytta roller på Baker Street                  |                |
| 1988      | Lenin: The Train                                |                |
| 1991      | Bugsy                                           |                |
| 1992      | Agent Freddie - i hans majestäts hemliga tjänst | röst           |
| 1992      | Sneakers                                        |                |
| 1993      | Dave                                            |                |
| 1993      | Schindler's List                                |                |
| 1993      | Oskyldiga drag                                  |                |
| 1995      | Species                                         |                |
| 1996      | Trettondagsafton                                |                |
| 1997      | Dödlig fälla                                    |                |
| 1998      | The Tale of Sweeney Todd                        |                |
| 1999      | Alice i Underlandet                             |                |
| 2000      | Sexy Beast                                      |                |
| 2001      | Anne Frank: The Whole Story                     |                |
| 2001      | A.I. artificiell intelligens                    |                |
| 2002      | Tuck Everlasting                                |                |
| 2003      | Ett hus av sand och dimma                       |                |
| 2004      | Suspect Zero                                    |                |
| 2004      | Thunderbirds                                    |                |
| 2005      | Oliver Twist                                    |                |
| 2006      | Lucky Number Slevin                             |                |
| 2006      | Blood Rayne                                     |                |
| 2007      | The Last Legion                                 |                |
| 2007      | You Kill Me                                     |                |
| 2007      | The Ten Commandments                            | Berättare      |
| 2008      | Transsiberian                                   |                |
| 2008      | The Wackness                                    |                |
| 2009      | Journey to Mecca                                |                |
| 2010      | Shutter Island                                  |                |
| 2010      | Prince of Persia: The Sands of Time             |                |
| 2011      | Hugo Cabret                                     |                |
| 2012      | The Dictator                                    |                |
| 2013      | Iron Man 3                                      |                |
| 2013      | Ender's Game                                    |                |
| 2013      | A Common Man                                    |                |
| 2014      | Marvel One-Shot: All Hail the King              |                |
| 2014      | The Boxtrolls                                   |                |
| 2014      | Learning to Drive                               |                |
| 2014      | Stonehearst Asylum                              |                |
| 2014      | Robot Overlords                                 |                |
| 2014      | Exodus: Gods and Kings                          |                |
| 2014      | Natt på museet: Gravkammarens hemlighet         |                |
| 2015      | Knight of Cups                                  |                |
| 2015      | Self/less                                       |                |
| 2015      | The Walk                                        |                |
| 2015      | Autobahn                                        |                |
| 2015      | Djungelboken                                    |                |
| 2018      | Operation Finale                                | Adolf Eichmann |
| 2021      | Shang-Chi and the Legend of the Ten Rings       |                |
| 2023      | Den underbara historien om Henry Sugar          |                |
| 2024      | The Killer's Game                               |                |
| 2024      | William Tell                                    |                |
| 2025      | Wonder Man                                      |                |